# Štěpán Uroš II. Milutin
Štěpán Uroš II. Milutin (srbsky Стефан Урош II Милутин, Stefan Uroš II. Milutin, většinou pouze Uroš II. Milutin nebo Milutin, datum narození neznámé, † 29. října 1321) byl mladší syn srbského krále Stefana Uroše I. a jeho choti Heleny, správcem Zety, Zachlumska a Travuňska (1276–1282) a po abdikaci bratra Dragutina srbským králem (1282–1321) z dynastie Nemanjićů.

## Před nástupem na královský trůn
Narodil se neznámo kdy (nejspíše v polovině padesátých let 13. století) jako mladší syn srbského krále Stefana Uroše I. a jeho ženy Heleny z Anjou. První území dostal do správy roku 1276 poté, co jeho starší bratr Dragutin povstal proti otci, králi Urošovi I., a sesadil ho. Sesazený král zanedlouho zemřel. O Urošovo území se Dragutin rozdělil s bratrem Milutinem, který dostal do správy Zetu, Travuňsko a Zachlumsko, a s matkou Helenou (Jelenou). Roku 1282, po porážce srbských vojsk a vojsk protibyzantské koalice (vojska sicilského krále Karla I., epirského despoty Nikefora a titulárního latinského císaře Filipa I.) v bitvě s byzantským císařem Michaelem VIII. Palaiologem, povstal Milutin proti Dragutinovi. Dragutin se tehdy těžce zranil pádem z koně a nejspíš proto se vzdal téhož roku vlády v Rašce (centrálním Srbsku) v Milutinův prospěch a Milutin se ujal pevně vlády jako Stefan Uroš II. Milutin. Dragutin si ponechal pouze nově vzniklé království Srem.

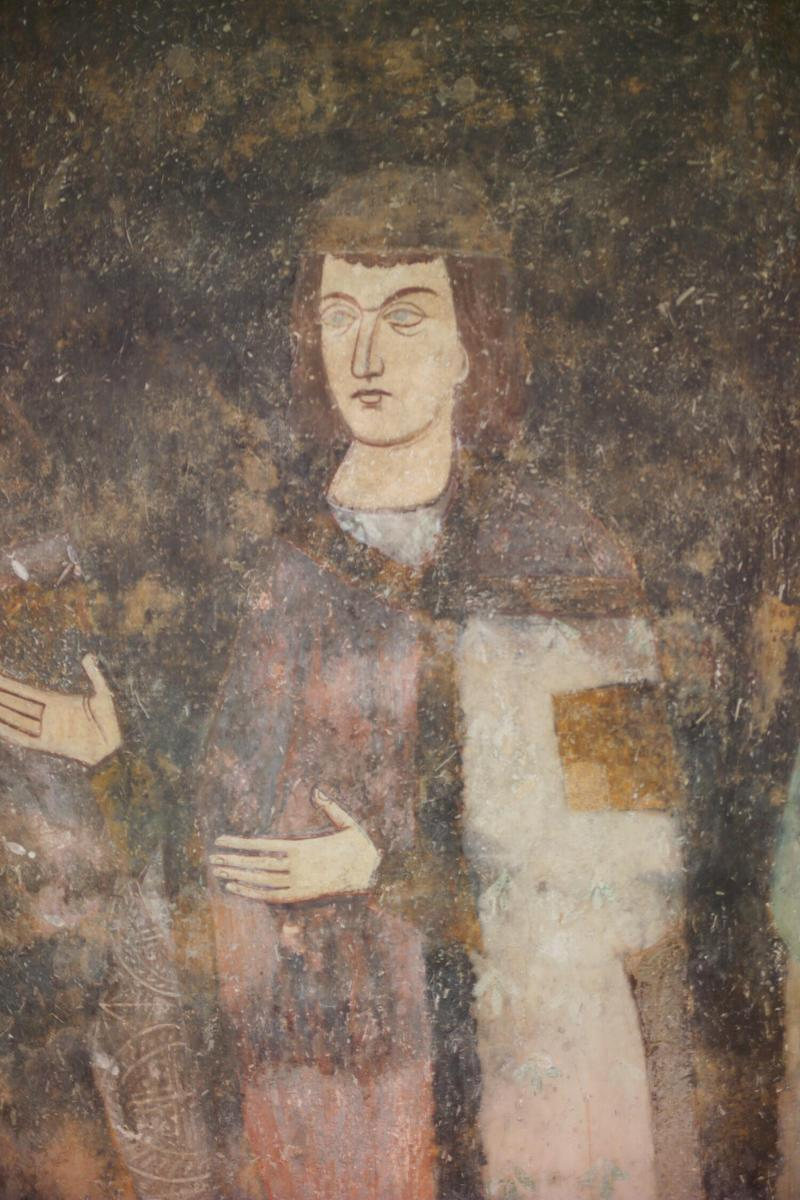
Milutin v mladém věku

## Vláda
Rok 1282 byl však nešťastný pro srbského spojence, sicilského krále Karla z Anjou, který byl zbaven Sicílie v povstání známém jako „sicilské nešpory“ a uprchnul do Neapolska. Téhož roku (v prosinci) zemřel byzantský císař Michael VIII. Palaiologos. Jeho syn a nástupce, císař Andronikos II. Palaiologos, vyslal proti Milutinovi vojsko, které krále porazilo, a Milutin musel vrátit čerstvě získané město Skopje. Roku 1283 však Skopji a Vardar získal nazpět. Srbové také dobyli západní Makedonii. Aby Milutin roku 1285 zabránil expanzi Tatarů, poslal tamějšímu vládci Nogajovi jako rukojmí svého syna Stefana (pozdějšího krále). Roku 1291 dobyla vojska králů Milutina a Dragutina na Bulharech Braničevsko. Poté se Milutin obrátil na jih a dobyl na úkor císaře Andronika II. téměř celou Makedonii a město Dyrrhachion. Andronikos II., územně v Milutinův prospěch velmi oslabený, nabízel králi příbuzenský svazek a mír. Nejprve zamýšlel za několikrát rozvedeného Milutina provdat svou sestru Eudokii, vdovu po nedávno zemřelém (†1298) trapezuntském císaři Ioannovi II. Komnenovi. Eudokia však odmítla. Nakonec Andronikos za Milutina provdal svou pětiletou dcerku Simonis. Jako věno byla Srbsku ponechána města s hranicí v ose Štip, Prilep, Ochrid. Roku 1305 Milutin ztratil ve prospěch titulárního konstantinopolského (latinského) císaře Filipa z Tarentu přístavní město Dyrrhachion.

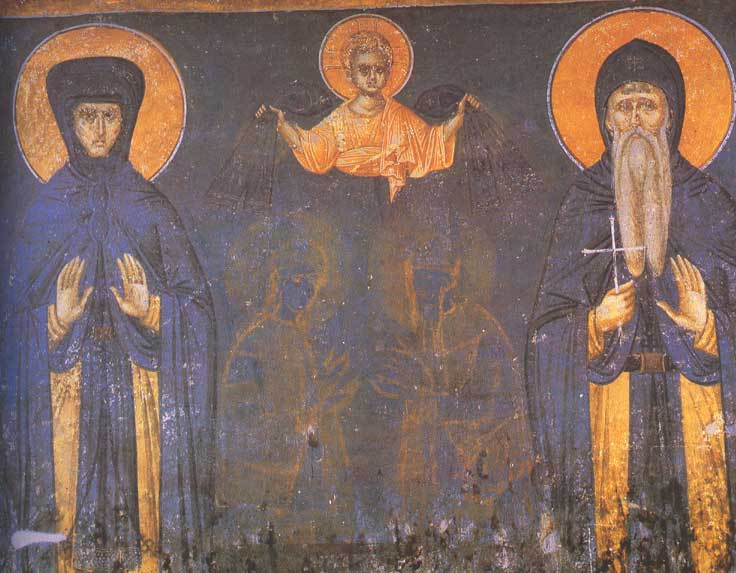
Král Milutin s matkou Helenou

## Potíže s dědictvím
V Srbsku tehdy existovalo dvojvládí. Podle dohody uzavřené mezi Dragutinem a Milutinem měl oba státní útvary zdědit Dragutinův syn Vladislav. Ale Milutin za svého nástupce prosazoval od Tatarů uprchnuvšího syna Stefana. Stefan se ale rozhodl, podobně jako jeho předchůdci i dědicové (strýc Stefan Dragutin, otec Milutin, syn Stefan Dušan) ujmout násilím vlády a povstal proti Milutinovi. Princi se také nelíbila probyzantská politika, prezentovaná z návodu královny Simonis králem Milutinem. Osud povstání rozhodla srbská šlechta, když se postavila na stranu stárnoucího Milutina, který syna porazil, oslepil a poslal se ženou a potomky do Konstantinopole, a ujal se vlády v Travuňsku a v Zetě, které dřív spravoval princ Stefan. Roku 1314 zemřela stařičká královna - matka Helena a roku 1316 skonal i Dragutin. Milutin se zmocnil matčina území a hodlal dobýt i království Srem, kde dříve vládl Dragutin a které podle dohody mělo patřit Dragutinovu synovi (Stefanu) Vladislavovi. Milutin Srem sice dobyl, ale proti tomu se postavil uherský král Karel I. Robert, který v prvních letech své vlády (1308–1342) upevňoval svou moc. Karel utvořil spolu s Filipem z Tarentu a chorvatským bánem Mladenem Subićem protisrbskou koalici a dobyl Bělehradsko a Mačevsko. Braničevsko si Milutin udržel. Roku 1319 navíc na Filipovi z Tarentu dobyl Dyrrhachion. Krátce poté povolil Milutin návrat z Konstantinopole synu Stefanovi, který se stal opět následníkem. Král Stefan Uroš II. Milutin zemřel roku 1321 ve věku asi 65 let. Po celou dobu své vlády pomáhal klášterům. Tím získal přízvisko Svatý král. Jeho nástupcem se stal starší syn, princ Stefan jako Stefan Uroš III. (1321–1331), který musel v prvních letech své vlády krotit revolty bratra Konstantina a osvobodivšího se bratrance Stefana Vladislava.